# Ponte Nomentano
Der Ponte Nomentano (im Mittelalter Pons Lamentanus genannt) ist eine römische Brücke im nordöstlichen Stadtgebiet Roms (Monte Sacro, Quartier Nomentano) in Italien, deren Geschichte bis in das 1. Jahrhundert v. Chr. zurückreicht. Die pittoreske Steinbrücke, deren Mitte ein mittelalterlicher Brückenturm ziert, befand sich die längste Zeit ihrer Geschichte vor den Toren der Stadt, wo sie die Straße Via Nomentana über den Tiberzufluss Aniene trug.

## Geschichte
In antiker Zeit lag der Ponte Nomentano ca. 3,9 km vor dem Tor Porta Nomentana der aurelianischen Stadtmauer Roms. Der oströmische Historiker Prokop berichtet, dass die Brücke um 547 n. Chr. im Krieg um Italien durch die Ostgoten unter ihrem König Totila zerstört wurde, aber der siegreiche oströmische General Narses bereits 552 ihren Wiederaufbau veranlasst habe. Der heute noch erhaltene Brückenbogen aus spätrepublikanischer Zeit deutet jedoch darauf hin, dass die Schäden an der Brücke nur begrenzt gewesen sein können.
Der untere Teil des Brückenturms stammt einer unbestätigten Überlieferung zufolge aus der Zeit von Papst Hadrian I. (772–795), während die burgartigen Aufbauten im Rahmen einer Grundinstandsetzung durch Papst Nikolaus V. (1447–1455) errichtet wurden, wonach kleinere Reparaturmaßnahmen sich in den Jahren 1461, 1470 und 1474 anschlossen.
Besonders im 18. und 19. Jahrhundert stellte die Brücke ein beliebtes Motiv für Künstler dar, wie es z. B. das realistische Gemälde Ponte Nomentano von Jean-Baptiste Camille Corot verrät. 1849 wurde die Brücke von französischen Truppen auf einer Länge von 7 m  abgebrochen, um den Vormarsch Garibaldis auf Rom aufzuhalten, wurde aber sofort im Anschluss wieder instand gesetzt.
Heute liegt die für den Fahrzeugverkehr gesperrte Brücke inmitten des Parks Valle dell’Aniene, weit innerhalb der Gemeindegrenzen Roms.

## Konstruktion
Der 31,30 m lange Überbau des Ponte Nomentano hat im Wesentlichen seinen mittelalterlichen Charakter bewahrt, während die Abmessungen der Brücke mit 60 m Gesamtlänge und 7,35 m Breite seit der Antike praktisch unverändert geblieben sind. Der 15 m weite Hauptbogen stammt zweifelsfrei aus antiker Zeit und wurde nach seiner Halbkreisform und der Ausführung des Mauerwerks aus Travertin zu urteilen wahrscheinlich in der späten Republik oder der frühen Prinzipatszeit des Augustus (27 v. Chr.–14 n. Chr.) errichtet. Abgesehen davon lassen sich nur noch einige Lagen Travertinquader in den Außenmauern mit Sicherheit der römischen Epoche zuordnen. Die beiden seitlichen Ziegelbögen wurden zur Zeit von Papst Innozenz X. (1644–1655) anstelle älterer Steingewölbe erbaut.
Unter den römerzeitlichen Aniene-Brücken besaßen neben dem Ponte Nomentano ursprünglich noch der Ponte Salario und der Ponte Mammolo einen Befestigungsturm, wie er sich auch bei der Ponte di San Francesco (14. Jahrhundert) erhalten hat.

## Galerie

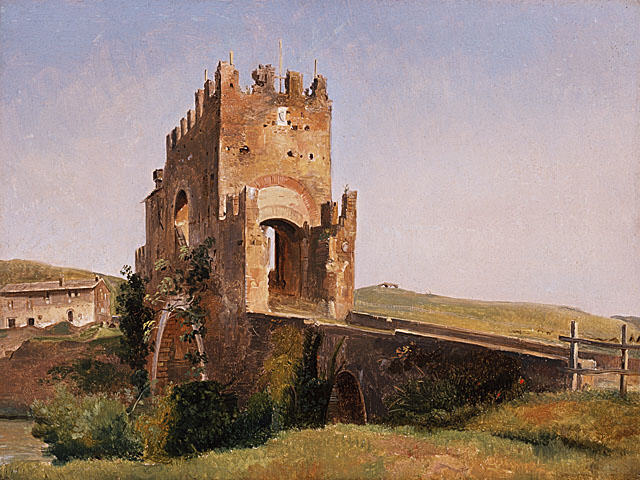
Gemälde von Pierre-Nicolas Brisset (1837)
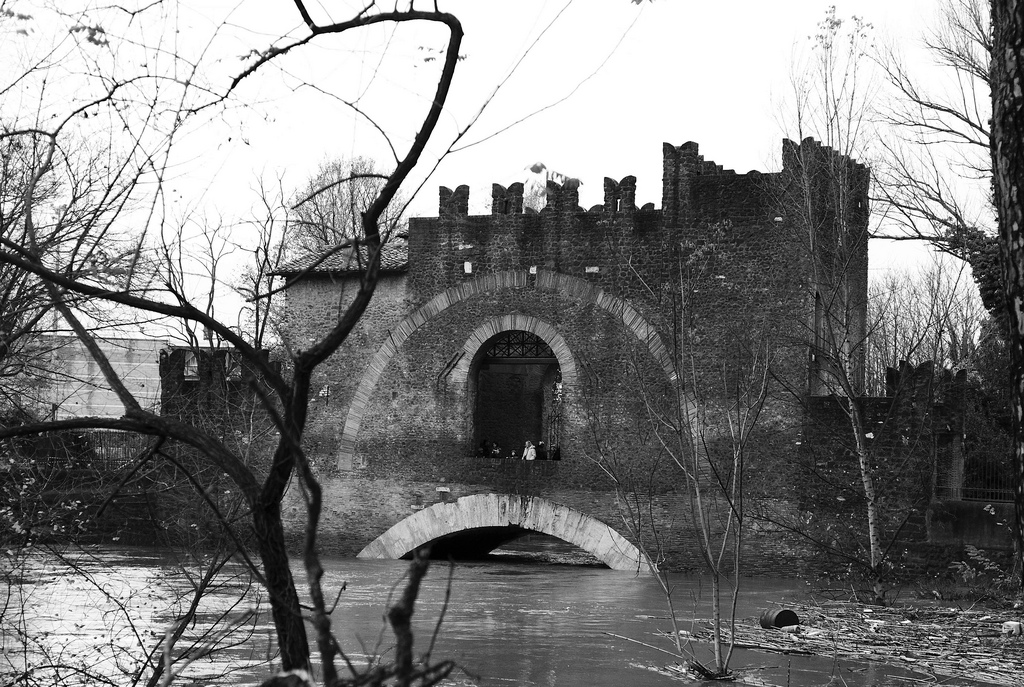
Hochwasser von 2008
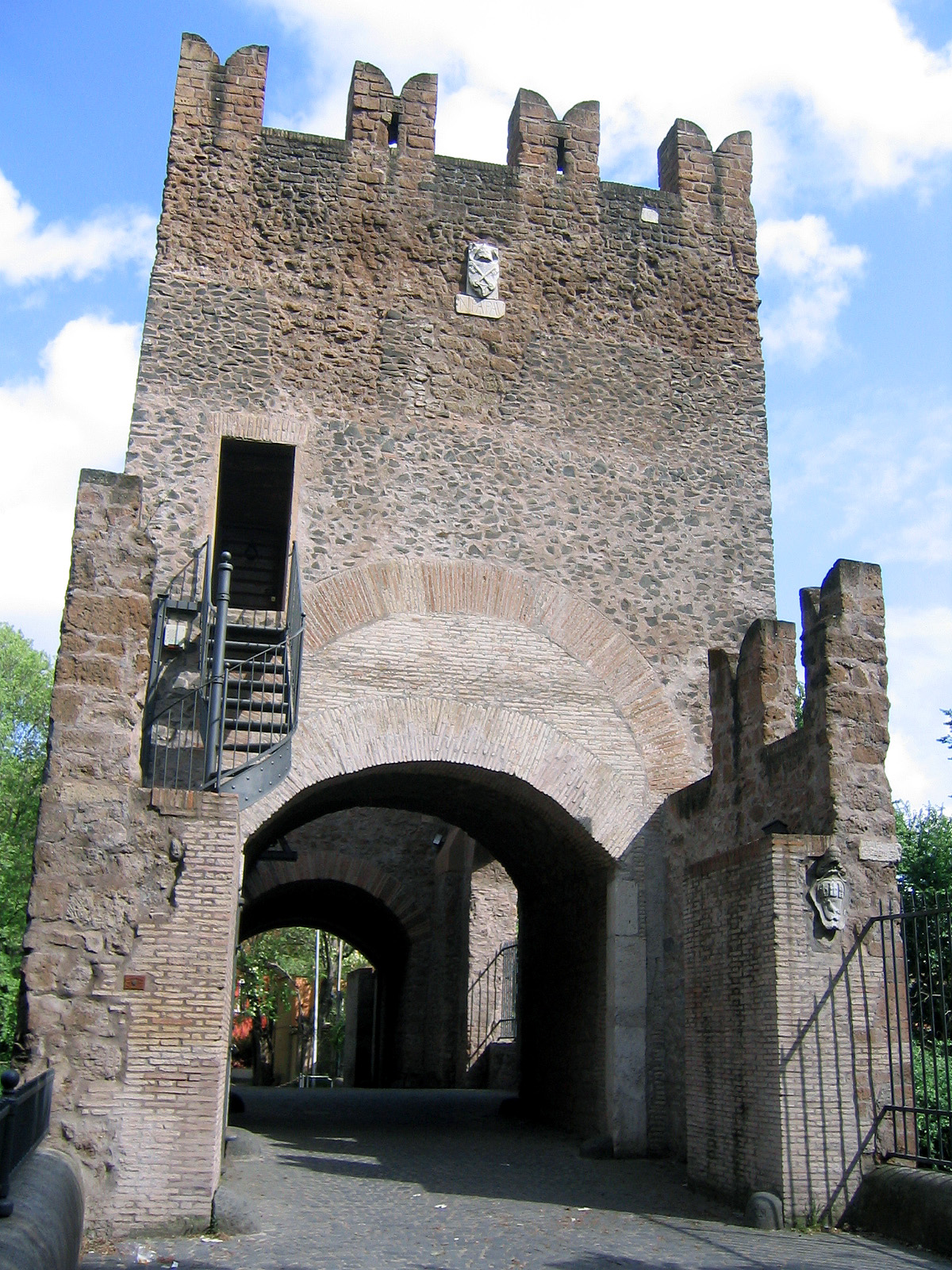
Mittelalterlicher Brückenturm
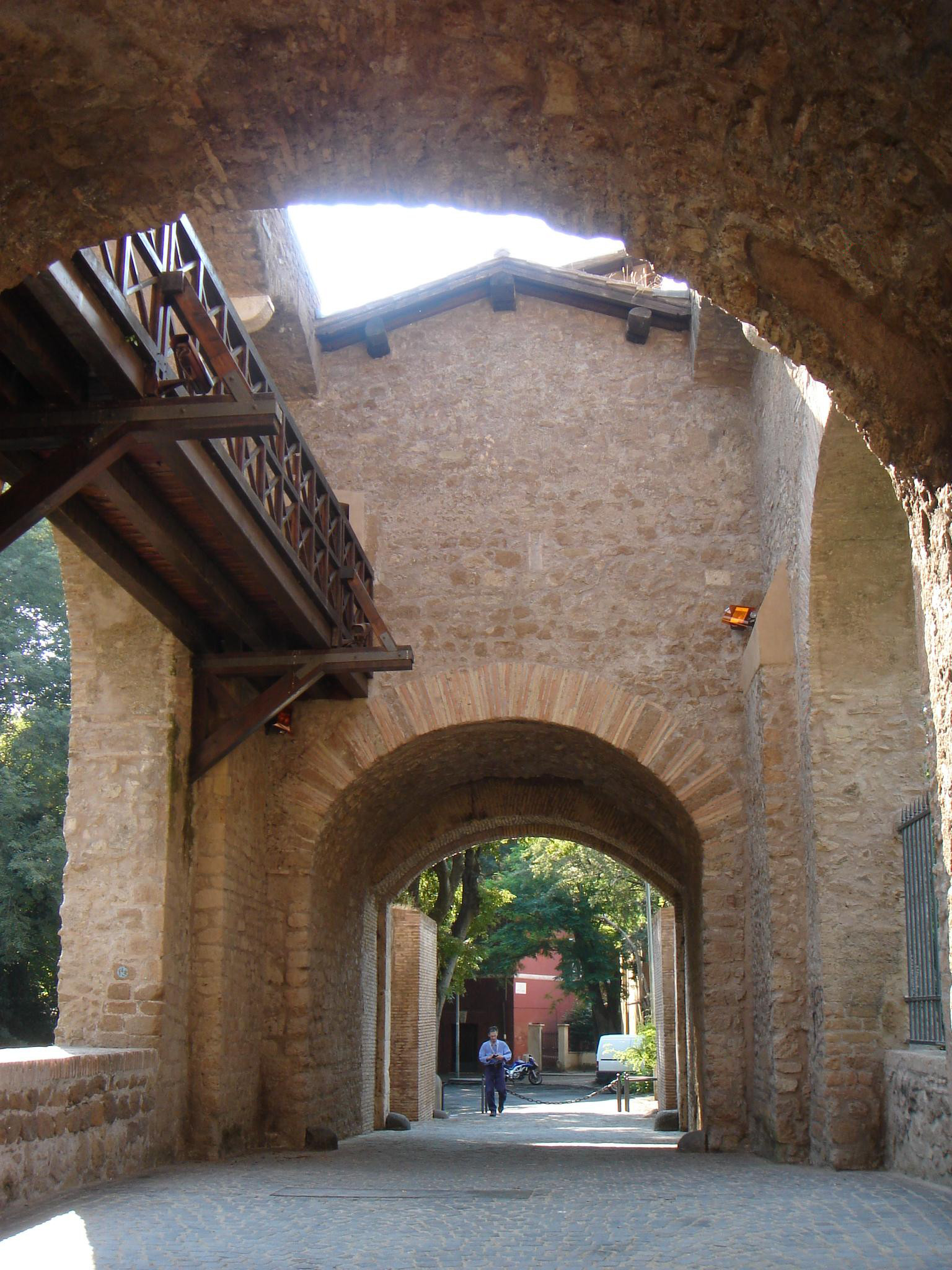
Durchgang